# Masanobu Fukuoka

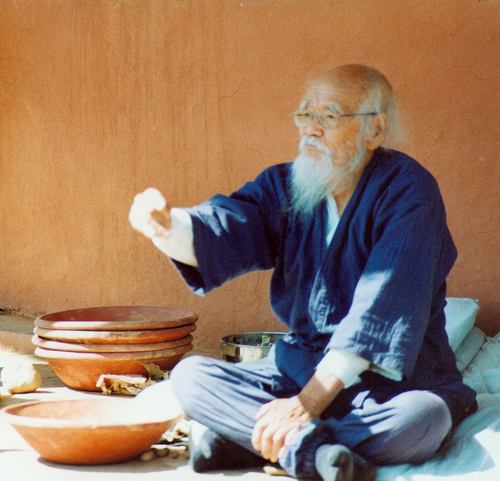
Masanobu Fukuoka, 2002

Masanobu Fukuoka (Iyo, 2 februari 1913 - 16 augustus 2008) was een Japanse microbioloog en de bedenker van de natuurlijke landbouw, een vorm van biologische landbouw die rekening houdt met de natuurlijke vruchtbaarheid van de grond. Die wordt niet omgespit maar met mest en plantaardig materiaal verrijkt, zonder gebruik te maken van  kunstmest, compost of chemische bestrijdingsmiddelen als insecticiden of herbiciden. 
Fukuoka werkte als microbioloog bij de planteninspectie van de Japanse douane. Na een verlichtingservaring die hem overtuigde van de zinloosheid van de gangbare landbouwmethode, begon hij op zijn vaders land met een methode voor de teelt van rijst en gerst (met rijst-gerstrotatie), fruit (citrusvruchten) en groenten.

## Teelt van rijst en gerst
De grond wordt verrijkt door het ongehakselde stro van het geoogste graan weer over de akkers te verspreiden met wat kippenmest om de verrotting van het stro te bevorderen. Witte klaver wordt ingezet als bodembedekker om het onkruid te verdringen. De stikstof die in de wortelknolletjes gebonden is, komt door het afsterven van de klaver weer in de grond.
De grond wordt niet door menselijk ingrijpen bewerkt, dus ook niet door het onderploegen van de groenbemesters (witte klaver). De bodemstructuur wordt alleen verbeterd door de wortels van de groenbemester en door het bodemleven (micro-organismen en gedierte, bijvoorbeeld wormen). De bodem krijgt zo ook een voldoende doorlaatbaarheid voor regenwater.
Bewerking van de grond door ploegen en eggen zou een verstoring van het bodemleven tot gevolg hebben en maakt volgens deze theorie de grond dichter en compacter, met als gevolg dat deze grond minder levend zou worden.
In de rijst–gerstrotatie teelt wordt het rijststro voor de verrijking van de grond tijdens de gerstteelt gebruikt en gerststro tijdens de rijstteelt. Hierdoor kunnen ziekteverwekkers uit het verterende rijststro niet overgaan op de opgroeiende rijst en omgekeerd bij de gerstteelt.
Het toepassen van kunstmest zou het opkomende graan snelle voedingstoffen geven, waardoor het snel opschiet maar ook veel vatbaarder zou worden voor ziekten. Voor de bestrijding hiervan zou dan weer insecticiden en herbiciden gebruikt moeten worden, waardoor de teelt in een neerwaartse spiraal zou raken, die het voortdurende gebruik van kunstmest en ziekte-, en plagenbestrijdingsmiddelen nodig maakt. 
Ook zou de grond hierbij steeds meer zijn 'levenskracht' verliezen. Het toepassen van kunstmest zou het bodemleven doden. Keuze voor de natuurlijke landbouw betekent de omgekeerde weg uit de neerwaartse spiraal naar een toestand waarin met minimale inspanning van de mens levenskrachtige planten worden geteeld met een gunstig gevolg voor de lichamelijke gezondheid. Het toepassen van compost in de biologische landbouw vereist veel werk, zoals het verzamelen van het basismateriaal van de compost, het toevoegen van de compostering versnellende middelen en het keren van de compost en wordt daarom in de natuurlijke landbouw niet toegepast.
Natuurlijk wil in deze filosofie zeggen: de natuur zo veel mogelijk het werk laten doen. Dit is mogelijk door de combinatie van het weer uitstrooien van het stro verrijkt met kippenmest (van scharrelkippen) en een groenbemester. Fukuoka liet voor de bemesting eerst eenden in zijn akker rondlopen, maar door de aanleg van een snelweg over zijn veld werd dit onmogelijk.

## Fruitteelt
Bij de fruitteelt zaait men de fruitbomen tussen bodemverrijkende boomsoorten (Fukuoka noemt als voorbeeld de acacia) en laat men de fruitbomen op natuurlijke wijze uitgroeien tot hun optimale vorm. Snoeien van de bomen maakt elk jaar opnieuw snoeien weer noodzakelijk voor het behouden van de gewenste vorm. Daarom worden in de gangbare fruitteelt de takken zo veel mogelijk uitgebogen in plaats van weggesnoeid. Door deze werkwijze wordt bij de gangbare fruitteelt een optimale lichttoetreding verkregen, die bij het snoeien van natuurlijke groei niet mogelijk is. Bij een omschakeling van gangbare fruitteelt naar natuurlijke fruitteelt moet men rekening houden met een groot verlies in de startperiode, omdat fruitbomen in de gangbare fruitteelt zo dicht op elkaar staan dat voor een natuurlijke situatie veel bomen zullen moeten sneuvelen. De overgebleven, altijd gesnoeide bomen zullen wellicht niet in staat zijn uit te groeien tot hun natuurlijke vorm, omdat zij hun hele leven gesnoeid of uitgebogen zijn. Fukuoka schrijft in zijn boek The One-Straw Revolution bovendien dat geteelde bomen bij verplanting wortelbeschadiging oplopen en daarmee mogelijk weer hulp nodig hebben. Hij propageert de natuurlijke groei door zaadverspreiding. Bij verplanting kan een boom zich ook nog opnieuw moeten oriënteren op de zon, wat de plant verzwakt.

## Groenteteelt
Bij deze groenteteelt worden speciale eenjarige soorten gebruikt. Het zaad van de verschillende soorten wordt uitgestrooid in een mengsel met het zaad van een groenbemester. Er worden groentesoorten gebruikt waarbij de ene soort de voor de andere soort schadelijke insecten zou verjagen. Men oogst maar een gedeelte van de uitgegroeide groenten, waardoor de soorten zich elk jaar opnieuw kunnen uitzaaien. Het nadeel hiervan is dat er geen vruchtwisseling plaatsvindt en dat schimmel- en virusziekten kunnen toeslaan. Deze groenten hebben een iets bitterder smaak dan de traditioneel geteelde groenten, maar zouden veel meer levenskracht bevatten. Dit wordt ook door de biologisch-dynamische landbouw geclaimd.
Voor elk klimaat en het microklimaat van het specifieke landbouwgebied moet worden gezocht naar de meest geschikte natuurlijke methode, waarbij het niet toepassen van kunstmest of compost, het niet bewerken van de landbouwgrond, het niet gebruiken van insecticiden of herbiciden en het minimaliseren van de menselijke werkzaamheden centraal staan.